# Klub Sportowy Pałac Bydgoszcz 2012-2013
Questa voce raccoglie le informazioni riguardanti il Klub Sportowy Pałac Bydgoszcz nelle competizioni ufficiali della stagione 2012-2013.

## Organigramma societario
Area direttiva
- Presidente: Waldemar Sagan

Area tecnica
- Allenatore: Rafał Gąsior

## Rosa
| N° | Nome                  | Ruolo | Data di nascita   | Nazionalità sportiva |
| -- | --------------------- | ----- | ----------------- | -------------------- |
| 1  | Dominika Kuczyńska    | C     | 16 ottobre 1981   | Polonia              |
| 3  | Mayvelis Martinez     | S     | 12 giugno 1977    | Cuba                 |
| 4  | Magdalena Godos       | P     | 12 settembre 1983 | Polonia              |
| 5  | Rita Liliom           | S/O   | 23 maggio 1986    | Ungheria             |
| 6  | Anna Grejman          | S     | 8 giugno 1993     | Polonia              |
| 7  | Rachael Adams         | C     | 3 giugno 1990     | Stati Uniti          |
| 8  | Emilia Mucha          | S     | 7 dicembre 1993   | Polonia              |
| 9  | Paulina Głaz          | S     | 4 gennaio 1994    | Polonia              |
| 10 | Ewelina Krzywicka     | S     | 10 agosto 1992    | Polonia              |
| 11 | Zuzanna Czyżnielewska | S/O   | 24 aprile 1992    | Polonia              |
| 12 | Justyna Sosnowska     | C     | 14 giugno 1992    | Polonia              |
| 13 | Marta Kuehn           | L     | 11 dicembre 1981  | Polonia              |
| 14 | Marta Biedziak        | P     | 17 aprile 1993    | Polonia              |
| 15 | Alicja Walczak        | L     | 24 gennaio 1994   | Polonia              |